# Pälstjärnen
Pälstjärnen är en sjö i Torsby kommun i Värmland och ingår i Göta älvs huvudavrinningsområde. Pälstjärnen ligger i Märramyren Natura 2000-område.